# Eupithecia konradi
Eupithecia konradi là một loài bướm đêm trong họ Geometridae.